# Ousá
Ousá (llamada oficialmente San Xiao de Ousá) es una parroquia española del municipio de Friol, en la provincia de Lugo, Galicia.

## Otras denominaciones
La parroquia también es conocida por el nombre de San Xulián de Ousá.

## Organización territorial
La parroquia está formada por quince entidades de población, constando trece de ellas en el nomenclátor del Instituto Nacional de Estadística español:
- Campo (O Campo)
- Carpaceiras (As Carpaceiras)
- Casa de Parga (A Casa de Parga)
- Casa do Pazo (A Casa do Pazo)
- Lamelas (As Lamelas)
- Lourido
- Mámoa (A Mámoa)
- Mazcarelle
- Mozón (O Mozón)
- Novexilde
- Pereira (A Pereira)
- Portonovo (O Portonovo)
- Quintá
- Requeixo
- Vilar (O Vilar)

## Demografía
| Gráfica de evolución demográfica de Ousá entre 2000 y 2019 |
|                                                            |
| Datos según el nomenclátor publicado por el INE.           |